# Gare de Jaca
La gare de Jaca (en aragonais Chaca ou Xaca) est une gare desservant la ville de Jaca, située au point kilométrique 193,7 sur la ligne reliant Saragosse à Canfranc, en Aragon. Elle est inaugurée en 1893, lorsque le tronçon Huesca - Jaca de la ligne est mis en service. 